# Iceman (film, 1984)
Pour les articles homonymes, voir Iceman.
Pour plus de détails, voir Fiche technique et Distribution.
Iceman est un film réalisé par  Fred Schepisi, sorti en 1984.

## Synopsis
Un groupe de scientifiques découvrent et étudient un homme préhistorique miraculeusement intacte après décongélation.

## Fiche technique
- Titre original : Iceman
- Réalisation : Fred Schepisi
- Scénario :  Chip Proser, John Drimmer
- Directeur de la photographie : Ian Baker
- Société de production : Universal Pictures
- Musique : Bruce Smeaton
- Pays d'origine : États-Unis
- Lieu de tournage : Churchill, Manitoba, Canada
- Langue : anglais
- Genre : Drame, science-fiction
- Durée : 100 minutes
- Date de sortie : 13 avril 1984 (États-Unis)

## Distribution
- Timothy Hutton (VF : Edgar Givry): Dr Stanley Shephard
- Lindsay Crouse (VF : Béatrice Delfe) : Dr Diane Brady
- John Lone (VF : Roger Lumont) : Charlie
- Josef Sommer (VF : Jean Berger) : Whitman
- Danny Glover (VF : Roger Lumont) : Loomis